# Kurt Imhof
Kurt Imhof (* 17. Januar 1956 in Romanshorn; † 1. März 2015 in Zürich) war ein Schweizer Soziologe und Publizistikwissenschafter.

## Leben
Kurt Imhof machte, nach seiner Lehre als Hochbauzeichner, seine eidgenössische Matura 1981 auf dem zweiten Bildungsweg.  Danach studierte er von 1981 bis 1986 Geschichte, Soziologie und Philosophie an der Universität Zürich. Seine Dissertation Diskontinuität der Moderne und Promotion im Fach Geschichte bei Hansjörg Siegenthaler schloss er im Februar 1989 ab. 1995 habilitierte er sich im Fach Soziologie mit der Schrift Medienereignisse als Indikatoren sozialen Wandels. Ein Beitrag zu einer Phänomenologie der öffentlichen Meinung.
An der Universität Zürich war er auch Assistent an diversen Lehrstühlen (1987–1991, 1988–1990) und Oberassistent (1992–1998). Dazwischen und danach hatte er weitere Assistenzstellen, Aufenthalte, Vertretungen – an der ETH Zürich (1996), Universität Zürich (1998), Universität Bern (1998–1999) und Universität Freiburg i. Br. (2000). 2000 wurde er Professor für Soziologie und Publizistikwissenschaft an der Universität Zürich. Von 1997 bis 2012 leitete er dort den Forschungsbereich Öffentlichkeit und Gesellschaft – fög (danach strategische Leitung), seit 2013 präsidierte er auch die Stiftung Öffentlichkeit und Gesellschaft.
Kurt Imhof starb im Alter von 59 Jahren an einem Krebsleiden.

## Wirken
Imhofs Forschungsschwerpunkte waren Öffentlichkeits- und Mediensoziologie, Gesellschaftstheorie, die Soziologie sozialen Wandels und Minderheiten- und Religionssoziologie.
Er zählte zu den ebenso profilierten wie streitbaren Vertretern seiner Zunft und war in den Schweizer Medien sehr präsent.

„Wir wollten … herausfinden, ob es in der Schweiz und in Deutschland noch den Public Intellectual mit moralischer Unbestechlichkeit und Augenmass gibt und welche Rolle der Intellektuelle in der politischen Öffentlichkeit und in den publizistischen Medien dieser Länder spielt.“

„Letztes Jahr war Imhofs Medienkritik der reinen Vernunft 481 Seiten lang. Alles ist langfädig und soziologisch schwerfällig geschrieben, sodass kaum ein Mensch Imhofs ungeheures Werk lesen kann. Nur die Österreicher – und dies ist kein Witz – haben Freude an seiner Arbeit …Wer verstehen will, was Imhof meint, sollte nicht Imhof lesen. Sondern sich den Mann anhören ...Uh, das sieht aber gar nicht gut aus, denkt man sich, wenn man mit Imhof über Medien redet und wundert sich, bisher offenbar in naiver Weise mit den Schweizer Medien zufrieden gewesen zu sein. Imhof selbst ist aber gut gelaunt. Marocaine, Wein und Kaffee halten ihn bei Laune und die Leidenschaft für seine Arbeit …Kaum einer liefert den Zeitungen brauchbarere Schlagzeilen als Imhof. Sie sind populistisch, undifferenziert und boulevardesk. Wäre Imhof eine Zeitung, dann wäre er eine Kombination aus Blick (stilistisch) und WoZ (ideologisch). Erstere fungiert in seinem ‚Qualitätsscoring‘ traditionell ganz weit unten, Letztere wird von Imhofs Studie nicht erfasst. Allerdings ist er witziger als die beiden.“

Im von ihm begründeten Jahrbuch zur Qualität der Medien in der Schweiz dokumentierte und diagnostizierte er – zum Missbehagen mancher Verleger – bedenkliche Trends in Schweizer Medien: «Journalismus im Dienste von Konzerninteressen, Reduktion von Sachfragen auf Personalisierung, Rudeljournalismus und mangelnde Sachkompetenz».
Kurt Imhof war Stiftungsrat bei der Stiftung für Bevölkerung, Migration und Umwelt (BMU), seit 2010 auch Mitglied des Stiftungsrates der Stiftung Leitplanke, die sich für die Förderung von Respekt, Rücksicht und Zivilcourage in der Gesellschaft, insbesondere im öffentlichen Raum, engagiert.

## Veröffentlichungen
- mit Heinz Kleger und Gaetano Romano (Hrsg.): Krise und sozialer Wandel. Seismo-Verlag, Zürich.
  - Band 1: Zwischen Konflikt und Konkordanz. Analyse von Medienereignissen in der Schweiz der Vor- und Zwischenkriegszeit. 1993, ISBN 3-908239-12-5.
  - Band 2: Konkordanz und Kalter Krieg. Analyse von Medienereignissen in der Schweiz der Zwischen- und Nachkriegszeit. 1996, ISBN 3-908239-29-X.
  - Band 3: Vom Kalten Krieg zur Kulturrevolution. Analyse von Medienereignissen in der Schweiz der 50er und 60er Jahre. 1999, ISBN 3-908239-68-0.
- mit Peter Schulz (Hrsg.): Medien und Krieg – Krieg in den Medien. Seismo, Zürich 1995, ISBN 3-908239-45-1.
- mit Gaetano Romano: Die Diskontinuität der Moderne. Zur Theorie des sozialen Wandels. Campus-Verlag, Frankfurt/New York 1996, ISBN 3-593-35510-8.
- mit Peter Schulz (Hrsg.): Politisches Raisonnement in der Informationsgesellschaft. Seismo, Zürich 1996, ISBN 3-908239-50-8.
- mit Peter Schulz (Hrsg.): Kommunikation und Revolution. Seismo, Zürich 1998, ISBN 3-908239-62-1.
- mit Peter Schulz (Hrsg.): Die Veröffentlichung des Privaten – die Privatisierung des Öffentlichen. Westdeutscher Verlag, Opladen/Wiesbaden 1998, ISBN 3-531-13339-X.
- mit Patrik Ettinger und Boris Boller: Flüchtlinge als Thema der öffentlichen politischen Kommunikation in der Schweiz 1938–1947. Beiheft zum Bericht Die Schweiz und die Flüchtlinge zur Zeit des Nationalsozialismus der Unabhängigen Expertenkommission Schweiz – Zweiter Weltkrieg. BBL/EDMZ, Bern 1999, ISBN 3-908661-10-2.
- mit Otfried Jarren und Roger Blum (Hrsg.): Steuerungs- und Regelungsprobleme in der Informationsgesellschaft. Westdeutscher Verlag, Opladen/Wiesbaden 1998, ISBN 3-531-13486-8.
- mit Patrik Ettinger, Martin Kraft, Stephan Meier von Bock u. Guido Schätti: Die Schweiz in der Welt – die Welt in der Schweiz. Eine vergleichende Studie zu Bedrohungsaufbau und Bedrohungsverlust als Koordinaten schweizerischer Aussenpolitik (1944–1998). Studie im Rahmen des NFP „Aussenpolitik“. Synthesebericht. NFP 42, Bern 2000, ISBN 3-907148-39-8.
- mit Patrik Ettinger u. Boris Boller: Die Flüchtlings- und Aussenwirtschaftspolitik der Schweiz im Kontext der öffentlichen politischen Kommunikation 1938–1950. Hrsg. von der Unabhängigen Expertenkommission Schweiz – Zweiter Weltkrieg. Chronos, Zürich 2001, ISBN 3-0340-0608-X.
- mit Otfried Jarren u. Roger Blum (Hrsg.): Integration und Medien. Westdeutscher Verlag, Opladen/Wiesbaden 2002, ISBN 3-531-13792-1.
- mit Roger Blum, Heinz Bonfadelli u. Otfried Jarren (Hrsg.): Mediengesellschaft. Strukturen, Merkmale, Entwicklungsdynamiken. VS Verlag für Sozialwissenschaften, Wiesbaden 2004, ISBN 3-531-14372-7.
- mit Thomas S. Eberle (Hrsg.): Triumph und Elend des Neoliberalismus. Seismo, Zürich 2005, ISBN 3-03777-038-4.
- mit Heinz Bonfadelli u. Roger Blum (Hrsg.): Demokratie in der Mediengesellschaft. VS Verlag für Sozialwissenschaften, Wiesbaden 2006, ISBN 978-3-531-15299-8.
- Mediengesellschaft und Medialisierung. In: Medien und Kommunikationswissenschaft. Nr. 2, 2006, S. 191–215.
- Die Diskontinuität der Moderne. Zur Theorie des sozialen Wandels. Campus-Verlag, Frankfurt/New York 2006, ISBN 978-3-593-37595-3. (Vollständig überarbeitete Neuausgabe)
- mit Thomas S. Eberle (Hrsg.): Sonderfall Schweiz. Seismo, Zürich 2007, ISBN 978-3-03777-047-4.
- mit Roger Blum, Heinz Bonfadelli u. Otfried Jarren (Hrsg.): Krise der Leuchttürme öffentlicher Kommunikation. Vergangenheit und Zukunft der Qualitätsmedien. VS-Verlag, Wiesbaden 2011, ISBN 978-3-531-17972-8.
- Die Krise der Öffentlichkeit. Kommunikation und Medien als Faktoren des sozialen Wandels. Campus-Verlag, Frankfurt / New York 2011, ISBN 978-3-593-39522-7.
- mit Roger Blum, Heinz Bonfadelli u. Otfried Jarren (Hrsg.): Stratifizierte und segmentierte Öffentlichkeit. Springer VS, Wiesbaden 2013, ISBN 978-3-658-00347-0.